# Olynthus fancia
Olynthus fancia is een vlinder uit de familie van de Lycaenidae. De wetenschappelijke naam van de soort werd als Thecla fancia in 1912 gepubliceerd door Edward Dukinfield Jones.